# Тинокор великий
Тинокор великий (Thinocorus orbignyianus) — вид сивкоподібних птахів родини тинокорових (Thinocoridae).

## Поширення
Вид поширений в Південній Америці. Трапляється в Перу, Болівії, на півночі Чилі та на північному заході Аргентини.

## Опис
Тіло завдовжки 22 см. Зовні схожий на куріпку з короткими ногами та довгими крилами. Забарвлення строкате з коричневими, білими та чорними перами. Груди сірі. Черево бежеве.

## Спосіб життя
Вид мешкає у гірських степах та луках альтіплано. Живиться рослинною їжею: насінням, ягодами, бруньками тощо. Гніздиться на землі у неглибокій ямці. У гнізді 2-3 яйця. Пташенята стають активними і самостійно годуються невдовзі після вилуплення.